# Inglaterra en la Copa Mundial de Fútbol Sub-20 de 2011
La Selección de Inglaterra será uno de los 24 equipos participantes en la Copa Mundial de Fútbol Sub-20 de 2011, torneo que se llevará a cabo entre el 29 y el 20 de agosto de 2011 en Colombia.
En el sorteo realizado el 27 de abril en Cartagena de Indias la Selección de Inglaterra quedó emparejada en el Grupo F junto con Corea del Norte, con quien debutará Argentina y México.

## Fase de grupos

### Tabla de posiciones
| Equipo          | Pts | PJ | PG | PE | PP | GF | GC | Dif |
| --------------- | --- | -- | -- | -- | -- | -- | -- | --- |
| Argentina       | 7   | 3  | 2  | 1  | 0  | 4  | 0  | 4   |
| México          | 4   | 3  | 1  | 1  | 1  | 3  | 1  | 2   |
| Inglaterra      | 3   | 3  | 0  | 3  | 0  | 0  | 0  | 0   |
| Corea del Norte | 1   | 3  | 0  | 1  | 2  | 0  | 6  | -6  |

## Partidos
| 29 de julio de 2011, 14:30 | Inglaterra | 0:0     | Corea del Norte | Estadio Atanasio Girardot, Medellín                                |                                                                    |
|                            |            | Reporte |                 | Asistencia: 21.860 espectadores Árbitro(s): Wilson Seneme (Brasil) | Asistencia: 21.860 espectadores Árbitro(s): Wilson Seneme (Brasil) |

| 1 de agosto de 2011, 20:00 | Argentina | 0:0     | Inglaterra | Estadio Atanasio Girardot, Medellín                                  |                                                                      |
|                            |           | Reporte |            | Asistencia: 40.943 espectadores Árbitro(s): Walter López (Guatemala) | Asistencia: 40.943 espectadores Árbitro(s): Walter López (Guatemala) |

| 4 de agosto de 2011, 17:00 | México | 0:0     | Inglaterra | Estadio Olímpico Jaime Morón León, Cartagena                          |                                                                       |
|                            |        | Reporte |            | Asistencia: 15.646 espectadores Árbitro(s): Djamel Haimoudi (Argelia) | Asistencia: 15.646 espectadores Árbitro(s): Djamel Haimoudi (Argelia) |

### Octavos de final
| 10 de agosto de 2011, 17:00 | Nigeria    | 1:0 (0:0) | Inglaterra | Estadio Centenario, Armenia                                          |                                                                      |
|                             | Egbedi 52' | Reporte   |            | Asistencia: 18.187 espectadores Árbitro(s): Antonio Arias (Paraguay) | Asistencia: 18.187 espectadores Árbitro(s): Antonio Arias (Paraguay) |